# Passeggiata delle balie, fregio di carrozze
Passeggiata delle balie, fregio di carrozze è un paravento dipinto a tempera (150x210 cm) realizzato tra il 1895 ed il 1897 da Pierre Bonnard.
È conservato nel Museum and City Art di Leeds.
Il paravento è formato da quattro pannelli raffiguranti Place de la Concorde a Parigi.